# Laterna magica

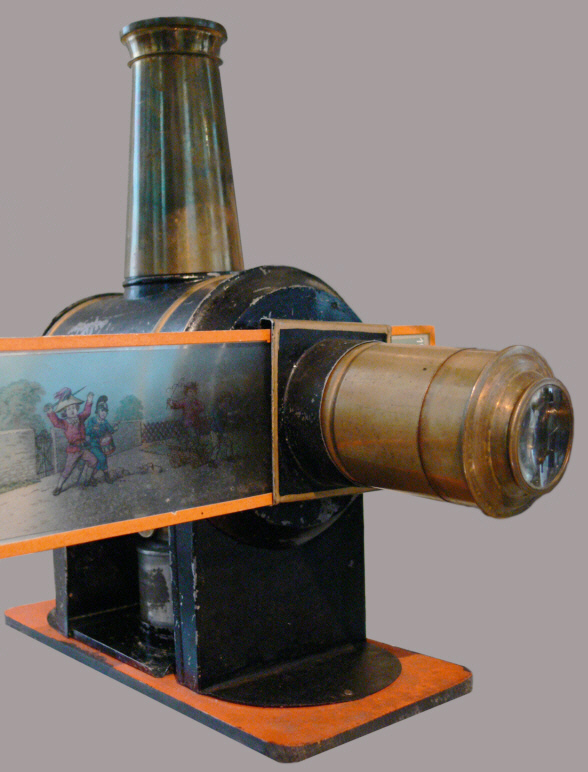
Laterna magica

Die Laterna magica (lateinisch für „Zauberlaterne“) oder Skioptikon ist ein Projektionsgerät, das vom 17. bis ins 20. Jahrhundert hinein in ganz Europa verbreitet war und sich im 19. Jahrhundert zum Massenmedium entwickelte. Sie bildete die technisch-apparative Zusammenfassung bekannter optischer Effekte in einem einzigen Instrument. Die verschiedenen Formen der Bildprojektion der Laterna magica werden unter der Bezeichnung „Projektionskunst“ zusammengefasst.

## Funktionsweise

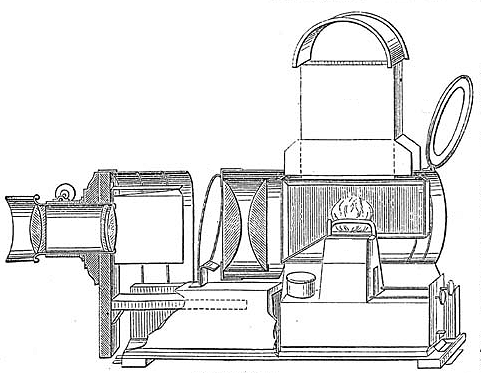
Laterna magica bzw. Skioptikon (aus Meyers Konversationslexikon)

Die Laterna magica ist eine Projektionsvorrichtung, die nach dem umgekehrten optischen Prinzip der Camera obscura funktioniert: Es handelt sich um einen Kasten mit einer Öffnung, in dem sich eine Lichtquelle befindet – im 17. Jahrhundert zunächst eine schlichte Kerze, Öllampe oder Pechfackel, später ein Kalklichtbrenner oder eine elektrische Bogenlampe. Dieses Licht dringt durch die Öffnung und durch ein Linsensystem an der Vorderseite des Kastens nach außen. Ein Hohlspiegel hinter der Lichtquelle erhöht die Helligkeit des austretenden Lichtstrahls. In die Bildführung, die zwischen Kasten und Linsensystem angebracht ist, werden die Laternbilder eingeschoben und mit dem ausfallenden Licht projiziert. In der Bildführung sind Mechanismen zum Bildwechsel und oftmals auch für Bildbewegungen integriert.
Gegenständliche Bilder, aber auch Schrift, Farbenspiele oder Ornamente werden auf diese Weise auf eine Projektionsfläche (meist eine Leinwand) geworfen. Die Laterna magica ist damit Vorläufer der modernen Diaprojektion sowie der Filmprojektion.

## Ursprünge und Entwicklung

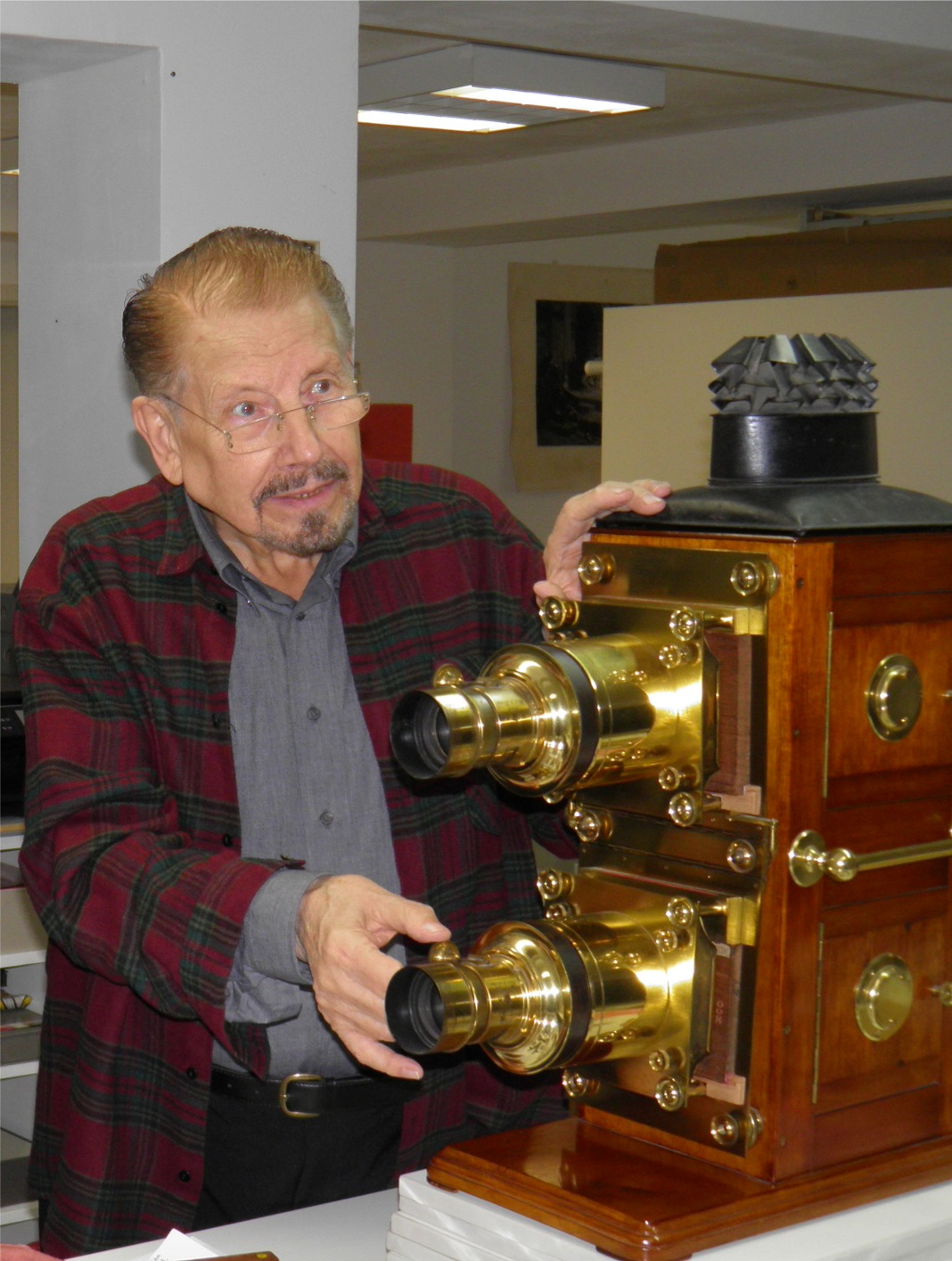
Laterna Magica

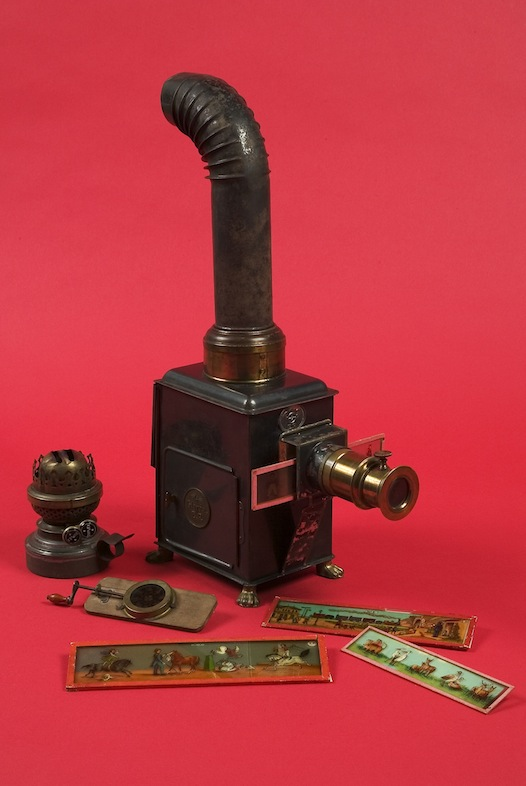
Ein weiteres Modell, dauerhaft ausgestellt in The Children’s Museum of Indianapolis

Wann die Laterna magica entstand, ist nicht eindeutig bekannt. Die Silhouettenprojektion von Johannes de Fontana (1420–1430, Bl. 70r) gilt als die älteste Darstellung einer Projektion eines Bildträgers. Diese Projektion bedient sich jedoch keines Linsensystems und dürfte ein eher verschwommenes Bild gezeigt haben. Oftmals wird die Erfindung dem niederländischen Physiker Christiaan Huygens (1629–1695) zugesprochen. Es ist aber unklar, wie ernsthaft das Huygens beabsichtigt hatte. „Huygens soll sich […] geweigert haben, seinem Vater eine „Bagatelle“ wie die Laterna magica zu bauen.“ Eine wissenschaftliche Laterna-magica-Darstellung ist in dem Werk Ars magna lucis et umbrae („Die große Kunst von Licht und Schatten“) des deutschen Jesuiten Athanasius Kircher aus dem Jahr 1671 zu finden. Im Text neben der Laterna magica erwähnt Kircher einen „Walgenstenius“. Kircher war zwar nicht – wie weitläufig angenommen – der Erfinder der Laterna magica, doch mit seinem Werk verbreitete er das Wissen über die Grundlagen dieses Projektionsgeräts. Thomas Rasmusser Walgenstein (ca. 1627–1681), ein dänischer Mathematiker, hat auf vielen Reisen durch Europa die Laterna magica bekannt gemacht und gilt als deren Namensgeber.
In den Anfangsjahren der Laterna magica malten die Projektionskünstler die Laternbilder oder vergaben Aufträge. Sie nutzten die Illusionswirkung von Lichtbildern im dunklen Raum oftmals, um sie als Wirklichkeit erscheinen zu lassen. Dafür wurde die Laterna magica so aufgestellt, dass sie für die Zuschauer nicht sichtbar war. Im Theater der Goethezeit diente Bühnennebel als Projektionsfläche, sodass, wenn der Effekt zur Szene passte, der Eindruck von frei schwebenden Figuren entstand. Mit diesen Geisterdarstellungen, sogenannten Phantasmagorien, etablierte sich die Laterna magica auch außerhalb des Theaters als professionelles Unterhaltungsmedium. Ihre Blütezeit hatten die Phantasmagorien im späten 18. und frühen 19. Jahrhundert. Aufgrund der Wirkung dieser Projektionen war die Laterna magica auch unter dem Namen „Schreckenslaterne“ bekannt.
Das Sujet der Geistererscheinungen trat im 19. Jahrhundert in den Hintergrund, als zunehmend Geschichten, Märchen und attraktive Bildeffekte die Vorführungen dominierten. Auch religiöse und wissenschaftliche Themen wurden dem Publikum geboten.
Im Zuge der industriellen Revolution entwickelte sich die Laterna magica im 19. Jahrhundert zum Massenmedium. Laternen und Bilderserien wurden preisgünstig in Massenproduktion gefertigt, neue Distributionsformen und ein ausgedehntes Verleihsystem führten zur weiten Verbreitung der industriellen Produkte. Unternehmen boten in umfangreichen Katalogen Projektionsgeräte und Bildmaterial an. Aufgrund der Massenproduktion war die Laterna magica nun auch für den privaten Gebrauch erschwinglich und wurde zum Unterhaltungsmedium für die Familie. Sogar für Kinder gab es passende Geräte, die in einer Schachtel und mit mehreren bunten Glasbildern zu erwerben waren.
Ab den 1830er-Jahren spielten die aus mehreren Projektionseinheiten zusammengefügten Nebelbildapparate (meist zwei- oder dreistrahlige Geräte, zum Teil auch nebeneinander positioniert) eine herausragende Rolle. Sie ermöglichten Überblendungen verschiedener Bilder und Einblendungen (zur Erzeugung von Nebelbildern).
Fotografische Verfahren in Form der Glasdiapositive traten aufgrund der technischen Reproduktion der Bilder ab ca. 1870 neben die gemalten Bilder. Der zunehmende qualitative Verfall der massenreproduzierten Projektionsbilder sowie auch der Aufführungen löste in den 1890er-Jahren eine öffentliche Debatte über die Zukunft der Projektionskunst aus. Mit der Entwicklung und Verbreitung des Kinematographen Ende des 19. Jahrhunderts verlor die Projektionskunst der Laterna magica an Bedeutung. Glasdias blieben aber bis in die 1950er Jahre in Verwendung (zum Beispiel bei Leo Wehrli). Ab dann wurden sie von den Dias auf Umkehrfilm abgelöst. In der Kinowerbung wurden Glasdias sogar bis Anfang der 1990er Jahre eingesetzt.
Die audiovisuellen Medien des 20. Jahrhunderts (Film, Diaprojektion) entwickelten Erfahrungen aus der Projektionskunst der Laterna magica weiter, zum Beispiel hinsichtlich Bildgestaltung und Dramaturgie. Der frühe Film gilt mittlerweile als Spätform der historischen Projektionskunst.
Das Deutsche Filmmuseum in Frankfurt am Main zeigt eine Sammlung von Laterna Magicas in seiner Dauerausstellung.

## Aufführung und Einsatzgebiete

Vorführung mit einer Laterna magica

Anbieter der Vorführungen waren vor allem umherziehende Schausteller, die ihre Laterna-magica-Programme auf Jahrmärkten, Messen oder in Varietétheatern präsentierten. Auch in Kirchen und Wirtshäusern wurden Laterna-magica-Aufführungen veranstaltet. Die Vorführungen dauerten bis zu zwei Stunden und wurden von Musik sowie von einem Rezitator oder „Lecturer“ begleitet, der die Bilder kommentierte und dabei das Publikum mit einbezog.
Die industrielle Massenproduktion begünstigte die Standardisierung der Aufführungen. So lieferten die Hersteller Bilderserien mit einem vorgefertigten Text bzw. Kommentar, der bei den Aufführungen oft übernommen wurde.
Neben dem breiten Feld der Unterhaltung wurde die Laterna magica vor allem ab dem 19. Jahrhundert auch in großem Umfang zum Zwecke der Volksbildung und Volkserziehung eingesetzt, um Aufklärung und Belehrung des Publikums in verschiedensten Bereichen zu leisten: „Der Anschauungsunterricht überhaupt und insbesondere wissenschaftliche und populärwissenschaftliche Vereine haben sich schon lange dieses vorzüglichen Mittels der Belehrung bemächtigt und mit dem besten Erfolge“.
So beschäftigten sich Darstellungen mit Geographie, Literatur, Theater, sozialen, biblischen und politischen Themen. Anfang des 20. Jahrhunderts zählte beispielsweise der Deutsche und Österreichische Alpenverein (DÖAV) rund 11.000 Laternbilder in seinem Bestand. Dahinter standen sozialpädagogische, religiöse oder politische Intentionen von staatlichen oder kirchlichen Einrichtungen, sozialen Organisationen wie dem Temperenzverein, Parteien und anderen politischen Gruppierungen. Gerade im sozialerzieherischen Bereich wurden im Sinne größtmöglicher Wirksamkeit neben informativen auch erzählende Bilderserien eingesetzt.
Die Volksbildungsbewegungen trugen erheblich zur Entwicklung der Projektionskunst als Massenmedium bei.

## Laternbilder

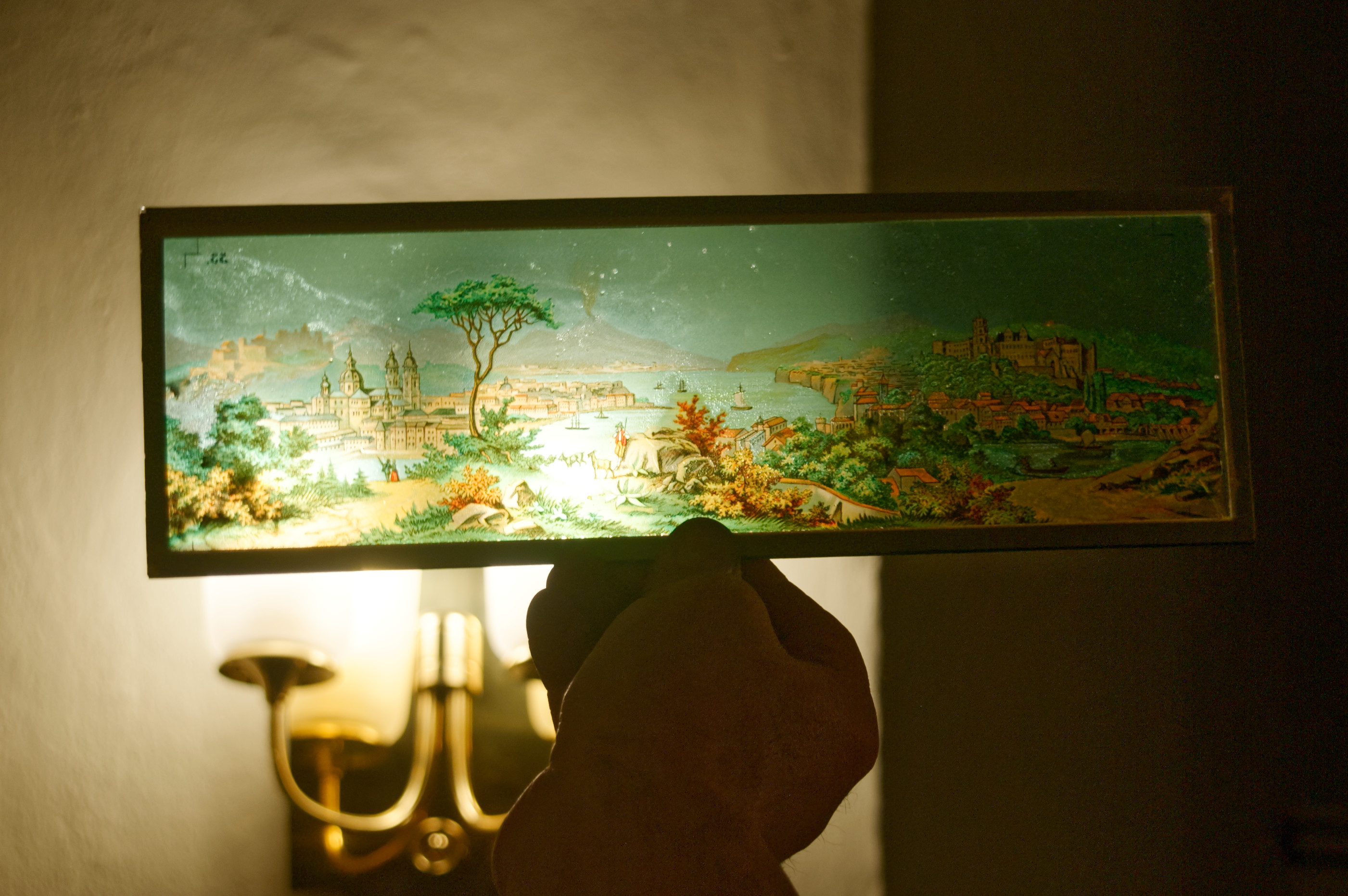
Bild für Laterna magica

Die Bilder, die zur Projektion in die Laterna geschoben werden, waren entweder gemalt (mitunter auch gedruckt) oder später Fotografien, die meist koloriert waren. Trägermedium für transparente Farbflächen und opake Konturen ist Glas. Normierte Bildformate wurden erst im 19. Jahrhundert im Zuge der industriellen Produktion festgelegt. Die Formate der Glasprojektionsbilder und die Größen der Geräte wichen zum Teil beträchtlich voneinander ab. So waren Spielzeuglaternen und Bilder für den Privatgebrauch viel kleiner als Projektionsgeräte für professionelle Vorführungen.
Zur Blütezeit der Laterna magica im 19. Jahrhundert waren verschiedene Arten von Projektionsbildern verbreitet, die dem Zuschauer auf unterschiedliche Weise raum-zeitliche Vorgänge vermitteln konnten: durch Bilderreihen, Veränderungen im Bild selbst mithilfe beweglicher Masken oder Überblendungen:

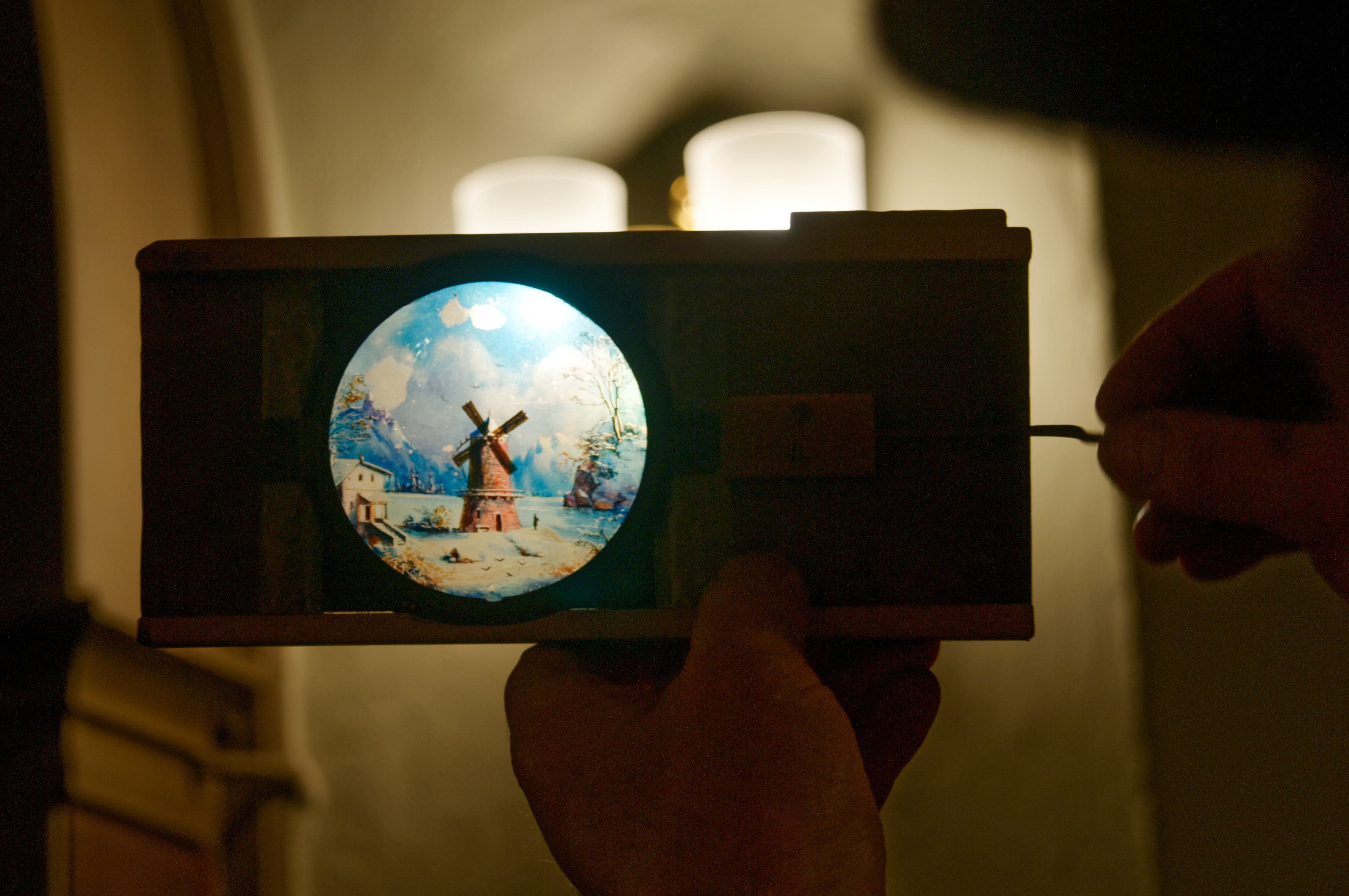
Laterna-magica-Bild mit beweglichen Mühlenflügeln

- Bewegte Projektionsbilder, erzeugt mit Bewegungsmechanismen am Glasbild und/oder gerätetechnischen Mechanismen: Diese gemalten Bilder gehörten von Anfang an zum Repertoire der Laterna-magica-Vorführer. Eine spezielle Gattung dieser Bilder sind animierte Projektionsbilder, die sich das Phi-Phänomen zunutze machen: Zwei Phasenbilder eines Bewegungsablaufs, die wechselseitig mit Masken verdeckt werden, erzeugen in schneller Folge den Eindruck einer vollständigen Bewegung.
- Nebelbilder werden mit Hilfe mehrstrahliger sogenannter Nebelbildapparate im Projektionsbild durch Über- und Einblendungen verschiedener Bildquellen erzeugt, wodurch zum Beispiel ein Vulkanausbruch, Tag-/Nachtbilder oder sich bewegende Wellen dargestellt werden können.
- Fotografische Bilder (Glasdiapositive[3]), die sich nach Erfindung der Fotografie schnell in der Projektionskunst etablierten. Aufgrund ihrer (vermeintlichen) Authentizität und der technisch einfachen Vervielfältigung boten sie Vorteile gegenüber gemalten Bildern. Die verbreitetsten Formate waren 8,5 × 8,5 cm und 8,5 × 10 cm.
- Life Model Slides, das heißt mit Schauspielern (den „Life Models“) in einem Studio arrangierte und fotografierte Szenen, die eine Geschichte erzählen. Die Bilderserien wurden meist in großen Auflagen gefertigt. Life Model Slides wurden beispielsweise von Temperenzvereinen in England genutzt, um den Armen die möglichen Folgen von Alkoholmissbrauch vorzuführen.

## Zeittafel – Darstellung bewegter Bilder
- ab 1600: Daumenkino – Abblätterbuch mit Einzelbildern
- ab 1671: Laterna magica – Zauberlaterne: frühes Gerät zur Bildprojektion
- ab 1825: Thaumatrop – Wunderscheibe mit zwei Fäden
- ab 1830: Phenakistiskop – Phantaskop, Wunderrad oder Lebensrad
- ab 1832: Stroboskop – Zauberscheiben: Blitzgerät
- ab 1834: Zoetrop – Wundertrommel mit Schlitzen
- ab 1861: Mutoskop – Stereoanimationsblätterer per Stroboskop
- ab 1877: Praxinoskop – Elektrischer Schnellseher mittels Spiegelanordnung
- ab 1879: Zoopraxiskop – Projektionsgerät für chronofotografisch erzeugte Reihenbilder
- ab 1880: Kaiserpanorama – populäres Massenmedium mit stereoskopischen Bilderserien
- ab 1886: Elektrotachyscop – Projektionsgerät für Reihenbilder
- ab 1891: Kinetoskop – erster Filmbetrachter